# Jeux sud-asiatiques de 2010
Les Jeux sud-asiatiques de 2010 ont lieu du 29 janvier au 8 février 2010 à Dhâkâ au Bangladesh.

## Nations participantes

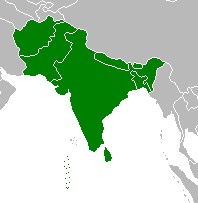
Nations participantes.

Huit nations ont pris part aux Jeux sud-asiatiques de 2010.
- Afghanistan
- Bangladesh
- Bhoutan
- Inde
- Maldives
- Népal
- Pakistan
- Sri Lanka

## Sports
23 sports sont au programme des Jeux sud-asiatiques de 2010:
- Athlétisme (résultats détaillés)
- Badminton
- Basketball
- Boxe
- Cricket
- Cyclisme
- Football
- Golf
- Haltérophilie
- Handball
- Hockey sur gazon
- Judo
- Kabaddi
- Karate
- Lutte
- Natation
- Squash
- Tennis de table
- Taekwondo
- Tir
- Tir à l'arc
- Volleyball (résultats détaillés)
- Wushu

## Tableau des médailles
| Rang  | Nation      | Or  | Argent | Bronze | Total |
| ----- | ----------- | --- | ------ | ------ | ----- |
| 1     | Inde        | 90  | 55     | 30     | 175   |
| 2     | Pakistan    | 19  | 25     | 36     | 80    |
| 3     | Bangladesh  | 18  | 23     | 56     | 97    |
| 4     | Sri Lanka   | 16  | 35     | 54     | 105   |
| 5     | Népal       | 8   | 9      | 19     | 36    |
| 6     | Afghanistan | 7   | 9      | 16     | 32    |
| 7     | Bhoutan     | 0   | 2      | 3      | 5     |
| 8     | Maldives    | 0   | 0      | 2      | 2     |
| Total | Total       | 157 | 157    | 214    | 528   |